# Équipe de Bolivie de football à la Coupe du monde 1994
Cet article présente la campagne de l'Équipe de Bolivie de football lors de la phase finale de la Coupe du monde 1994, organisée aux États-Unis. Le sélectionneur, l'Espagnol Xabier Azkargorta, nommé par la fédération bolivienne en janvier 1993, a réussi à qualifier la sélection pour la phase finale, 44 ans après sa dernière apparition.
Un événement historique a lieu lors de la dernière rencontre du premier tour, entre la Bolivie et l'Espagne. En réduisant l'écart en deuxième mi-temps, Erwin Sánchez devient le premier buteur bolivien de l'histoire de la Coupe du monde. En effet, la sélection n'avait jusqu'alors jamais réussi à inscrire le moindre but lors des cinq matchs qu'elle avait disputés.
Pour leur troisième participation à la compétition mondiale, la Bolivie ne parvient pas à atteindre les huitièmes de finale, terminant à la dernière place du groupe, dominé par l'Allemagne, tenante du titre, l'Espagne et la Corée du Sud. Elle ne remporte aucun match, n'accrochant qu'un match nul sans but face aux Sud-Coréens.

## Qualifications
Les neuf sélections de la zone Amérique du Sud sont réparties en deux poules. La Bolivie est versée dans le groupe B, qui compte cinq équipes et dont les deux premiers sont directement qualifiés pour la phase finale. En s'imposant face au Brésil lors de la 2e journée des qualifications, la Verde réalise un exploit historique puisque les Brésiliens n'avaient jamais perdu une rencontre de qualification pour la Coupe du monde.

### Classement
| Rang | Équipe    | Pts | J | G | N | P | Bp | Bc | Diff |  | Résultats (▼ dom., ► ext.) |     |     |     |     |     |
| ---- | --------- | --- | - | - | - | - | -- | -- | ---- |  | -------------------------- | --- | --- | --- | --- | --- |
| 1    | Brésil    | 12  | 8 | 5 | 2 | 1 | 20 | 4  | +16  |  | Brésil                     |     | 6-0 | 2-0 | 2-0 | 4-0 |
| 2    | Bolivie   | 11  | 8 | 5 | 1 | 2 | 22 | 11 | +11  |  | Bolivie                    | 2-0 |     | 3-1 | 1-0 | 7-0 |
| 3    | Uruguay   | 10  | 8 | 4 | 2 | 2 | 10 | 7  | +3   |  | Uruguay                    | 1-1 | 2-1 |     | 0-0 | 4-0 |
| 4    | Équateur  | 5   | 8 | 1 | 3 | 4 | 7  | 7  | 0    |  | Équateur                   | 0-0 | 1-1 | 0-1 |     | 5-0 |
| 5    | Venezuela | 2   | 8 | 1 | 0 | 7 | 4  | 34 | -30  |  | Venezuela                  | 1-5 | 1-7 | 0-1 | 2-1 |     |

## Préparation
Afin de préparer au mieux ses hommes pour le tournoi final, la fédération organise toute une série de matchs amicaux en Europe face à des équipes nationales de plusieurs continents (Amérique du Sud, Afrique, Europe et Asie).
| 20 avril 1994 | Roumanie                            | 3 - 0 | Bolivie | Stade Steaua, Bucarest                           |                                                  |
|               | Dumitrescu 22e, 49e · Niculescu 64e |       |         | Spectateurs : 13 000 Arbitrage : Ion Crăciunescu | Spectateurs : 13 000 Arbitrage : Ion Crăciunescu |
|               | (Rapport)                           |       |         | Spectateurs : 13 000 Arbitrage : Ion Crăciunescu | Spectateurs : 13 000 Arbitrage : Ion Crăciunescu |

| 4 mai 1994 | Bolivie     | 1 - 0 | Arabie saoudite | Stade Pierre-de-Coubertin, Cannes         |                                           |
|            | Sánchez 77e |       |                 | Spectateurs : 700 Arbitrage : Rémi Harrel | Spectateurs : 700 Arbitrage : Rémi Harrel |
|            | (Rapport)   |       |                 | Spectateurs : 700 Arbitrage : Rémi Harrel | Spectateurs : 700 Arbitrage : Rémi Harrel |

| 11 mai 1994 | Bolivie     | 1 - 1 | Cameroun | Stade Karaïskaki, Athènes                    |                                              |
|             | Á. Peña 62e |       | Ekeme 9e | Spectateurs : 600 Arbitrage : Carl Finzinger | Spectateurs : 600 Arbitrage : Carl Finzinger |
|             | (Rapport)   |       |          | Spectateurs : 600 Arbitrage : Carl Finzinger | Spectateurs : 600 Arbitrage : Carl Finzinger |

| 13 mai 1994 | Grèce     | 0 - 0 | Bolivie | Stade Karaïskaki, Athènes                     |
|             |           |       |         | Spectateurs : 2 661 Arbitrage : Alfred Wieser |
|             | (Rapport) |       |         |                                               |

| 19 mai 1994 | Islande       | 1 - 0 | Bolivie | Laugardalsvöllur, Reykjavik                  |                                              |
|             | Orlygsson 54e |       |         | Spectateurs : 27 070 Arbitrage : Lars Gerner | Spectateurs : 27 070 Arbitrage : Lars Gerner |
|             | (Rapport)     |       |         | Spectateurs : 27 070 Arbitrage : Lars Gerner | Spectateurs : 27 070 Arbitrage : Lars Gerner |

| 24 mai 1994 | République d'Irlande | 1 - 0 | Bolivie | Lansdowne Road, Dublin                        |                                               |
|             | Sheridan 85e         |       |         | Spectateurs : 32 500 Arbitrage : Alan Howells | Spectateurs : 32 500 Arbitrage : Alan Howells |
|             | (rapport)            |       |         | Spectateurs : 32 500 Arbitrage : Alan Howells | Spectateurs : 32 500 Arbitrage : Alan Howells |

| 8 juin 1994 | Bolivie   | 0 - 0 | Pérou | Stade Ramón Aguilera, Santa Cruz de la Sierra            |
|             |           |       |       | Spectateurs : 35 000 Arbitrage : Pedro Saucedo Rodriguez |
|             | (Rapport) |       |       |                                                          |

| 11 juin 1994 | Bolivie   | 0 - 0 | Suisse | Complexe sportif Claude-Robillard, Montréal   |
|              |           |       |        | Spectateurs : 4 655 Arbitrage : Stephen Lodge |
|              | (Rapport) |       |        |                                               |

## Coupe du monde 1994

### Effectif
Voici la liste des 22 joueurs sélectionnés par Xabier Azkargorta pour la phase finale de la Coupe du monde 1994 aux États-Unis :

### Premier tour
| Classement final |              |     |   |   |   |   |    |    |      |
|                  | Équipe       | Pts | J | G | N | P | BP | BC | Diff |
| 1                | Allemagne    | 7   | 3 | 2 | 1 | 0 | 5  | 3  | +2   |
| 2                | Espagne      | 5   | 3 | 1 | 2 | 0 | 6  | 4  | +2   |
| 3                | Corée du Sud | 2   | 3 | 0 | 2 | 1 | 4  | 5  | -1   |
| 4                | Bolivie      | 1   | 3 | 0 | 1 | 2 | 1  | 4  | -3   |

| 17 juin | Allemagne    | 1 | 0 | Bolivie      |
| 17 juin | Espagne      | 2 | 2 | Corée du Sud |
| 21 juin | Allemagne    | 1 | 1 | Espagne      |
| 23 juin | Corée du Sud | 0 | 0 | Bolivie      |
| 27 juin | Espagne      | 3 | 1 | Bolivie      |
| 27 juin | Allemagne    | 3 | 2 | Corée du Sud |

| Titulaires :    |                   |     |
|                 |                   |     |
| 1               | Bodo Illgner      |     |
| 3               | Andreas Brehme    |     |
| 4               | Jürgen Kohler     |     |
| 7               | Andreas Möller    |     |
| 8               | Thomas Hässler    | 83e |
| 9               | Karl-Heinz Riedle | 60e |
| 10              | Lothar Matthäus   |     |
| 14              | Thomas Berthold   |     |
| 16              | Matthias Sammer   |     |
| 18              | Jürgen Klinsmann  |     |
| 20              | Stefan Effenberg  |     |
|                 |                   |     |
| Remplaçants :   |                   |     |
| 2               | Thomas Strunz     | 83e |
| 21              | Mario Basler      | 60e |
|                 |                   |     |
| Sélectionneur : |                   |     |
| Berti Vogts     |                   |     |

| Titulaires :      |                        |     |
|                   |                        |     |
| 1                 | Carlos Trucco          |     |
| 3                 | Marco Sandy            |     |
| 4                 | Miguel Rimba           |     |
| 5                 | Gustavo Quinteros      |     |
| 6                 | Carlos Fernando Borja  |     |
| 8                 | José Milton Melgar     |     |
| 15                | Vladimir Soria         |     |
| 16                | Luis Héctor Cristaldo  |     |
| 18                | Luis Ramallo           | 79e |
| 21                | Erwin Sánchez          |     |
| 22                | Julio César Baldivieso | 66e |
|                   |                        |     |
| Remplaçants :     |                        |     |
| 10                | Marco Etcheverry       | 79e |
| 11                | Jaime Moreno           | 66e |
|                   |                        |     |
| Sélectionneur :   |                        |     |
| Xabier Azkargorta |                        |     |

| Titulaires :    |                   |     |
|                 |                   |     |
| 1               | Bodo Illgner      |     |
| 3               | Andreas Brehme    |     |
| 4               | Jürgen Kohler     |     |
| 7               | Andreas Möller    |     |
| 8               | Thomas Hässler    | 83e |
| 9               | Karl-Heinz Riedle | 60e |
| 10              | Lothar Matthäus   |     |
| 14              | Thomas Berthold   |     |
| 16              | Matthias Sammer   |     |
| 18              | Jürgen Klinsmann  |     |
| 20              | Stefan Effenberg  |     |
|                 |                   |     |
| Remplaçants :   |                   |     |
| 2               | Thomas Strunz     | 83e |
| 21              | Mario Basler      | 60e |
|                 |                   |     |
| Sélectionneur : |                   |     |
| Berti Vogts     |                   |     |

| Titulaires :      |                        |     |
|                   |                        |     |
| 1                 | Carlos Trucco          |     |
| 3                 | Marco Sandy            |     |
| 4                 | Miguel Rimba           |     |
| 5                 | Gustavo Quinteros      |     |
| 6                 | Carlos Fernando Borja  |     |
| 8                 | José Milton Melgar     |     |
| 15                | Vladimir Soria         |     |
| 16                | Luis Héctor Cristaldo  |     |
| 18                | Luis Ramallo           | 79e |
| 21                | Erwin Sánchez          |     |
| 22                | Julio César Baldivieso | 66e |
|                   |                        |     |
| Remplaçants :     |                        |     |
| 10                | Marco Etcheverry       | 79e |
| 11                | Jaime Moreno           | 66e |
|                   |                        |     |
| Sélectionneur :   |                        |     |
| Xabier Azkargorta |                        |     |

| 23 juin 1994                      | Corée du Sud | 0 - 0 | Bolivie | Foxboro Stadium, Foxborough                     |                                                 |
| 19:35 · Historique des rencontres |              |       |         | Spectateurs : 54 453 Arbitrage : Leslie Mottram | Spectateurs : 54 453 Arbitrage : Leslie Mottram |
| 19:35 · Historique des rencontres | (Rapport)    |       |         | Spectateurs : 54 453 Arbitrage : Leslie Mottram | Spectateurs : 54 453 Arbitrage : Leslie Mottram |

| 27 juin 1994                      | Bolivie        | 1 - 3 | Espagne                                  | Soldier Field, Chicago                           |                                                  |
| 15:05 · Historique des rencontres | E. Sánchez 67e |       | Guardiola 19e (pen.) · Caminero 66e, 70e | Spectateurs : 63 089 Arbitrage : Rodrigo Badilla | Spectateurs : 63 089 Arbitrage : Rodrigo Badilla |
| 15:05 · Historique des rencontres | (Rapport)      |       |                                          | Spectateurs : 63 089 Arbitrage : Rodrigo Badilla | Spectateurs : 63 089 Arbitrage : Rodrigo Badilla |